# Хатараліядда (підрозділ окружного секретаріату)
Підрозділ окружного секретаріату Гатараліядда (там. கத்தராலியட்டை ) — підрозділ окружного секретаріату округу Канді, Центральна провінція, Шрі-Ланка. Складається з 57 Грама Ніладхарі.